# Gliese 250
Désignations
Gliese 250 A : BD-05°1844, HIP 32984, LFT 494, LHS 1875, LTT 2662, SAO 133805

Gliese 250, également désignée HD 50281, est une étoile binaire située à 28,5 années-lumière de la Terre, dans la constellation de la Licorne. Il s'agit d'une des étoiles les plus proches du Système solaire.

## Caractéristiques du système binaire
La première étoile, désignée Gliese 250 A, est une naine orange de type spectral K3,5 V et de magnitude apparente 6,59. Sa taille est d'environ 73 % de celle du Soleil et sa luminosité de 23 %.
La deuxième étoile, Gliese 250 B, est une naine rouge de type spectral M2,5 V et de magnitude 10,05. Sa taille est d'environ 10 % de celle du Soleil et sa luminosité juste supérieure à 1/2 %. Les deux étoiles sont séparées d'une distance de 500 ua.